# Kaj nyelvjárás
A kaj nyelvjárás (horvátul kajkavsko narječje, kajkavica vagy kajkavština) egyike a közép-délszláv diarendszer három legnagyobb nyelvjárásának a ča és a što nyelvjárás mellett. Elnevezése a mi kérdő névmásból származik, ami a kaj nyelvjárásban kaj.
Több külföldi és horvát nyelvész is nyelvi normának tekinti az što és ča, valamint a gradišćei nyelv mellett. A kaj döntően Horvátország északi területein, Szlovéniában, Magyarország délnyugati és nyomokban a nyugati régióiban beszélik, kisebb részt Romániában is, de diaszpórában az emigránsok máshol is használják szerte a világban.
A kaj nyelvjárás hasonlít legjobban a szlovén nyelvre, mivel ez a délszláv nyelv a bolgárral és a macedónnal egyetemben jobban különbözik a középső balkáni régióban beszélt horvát nyelvektől. A mostani kaj egy nyelvi fúzió eredményeként közelebb került a két szomszédos nyelvjáráshoz. Ez a közelkerülés Jugoszlávia fennállásának idejére tehető.
A kaj volt eredetileg Horvátország hivatalos nyelve, végül azonban politikai okok miatt a sztenderd horvátot a što nyelvjárás alapján dolgozták ki.
A kajt Horvátország lakosságának körülbelül harmada, úgy 1 300 000 ember beszéli az északi, északnyugati és északkeleti területeken. A kaj nyelvjárásainak tekintélyes, összefüggő területe van. A legösszefüggőbb régiók Zágráb és Varasd vidékén, a Muraközben és Zagorjéban vannak (utóbbi helyen él szlovén kisebbség is, amelynek nyelvjárására nagy hatással van a kaj).

## Története

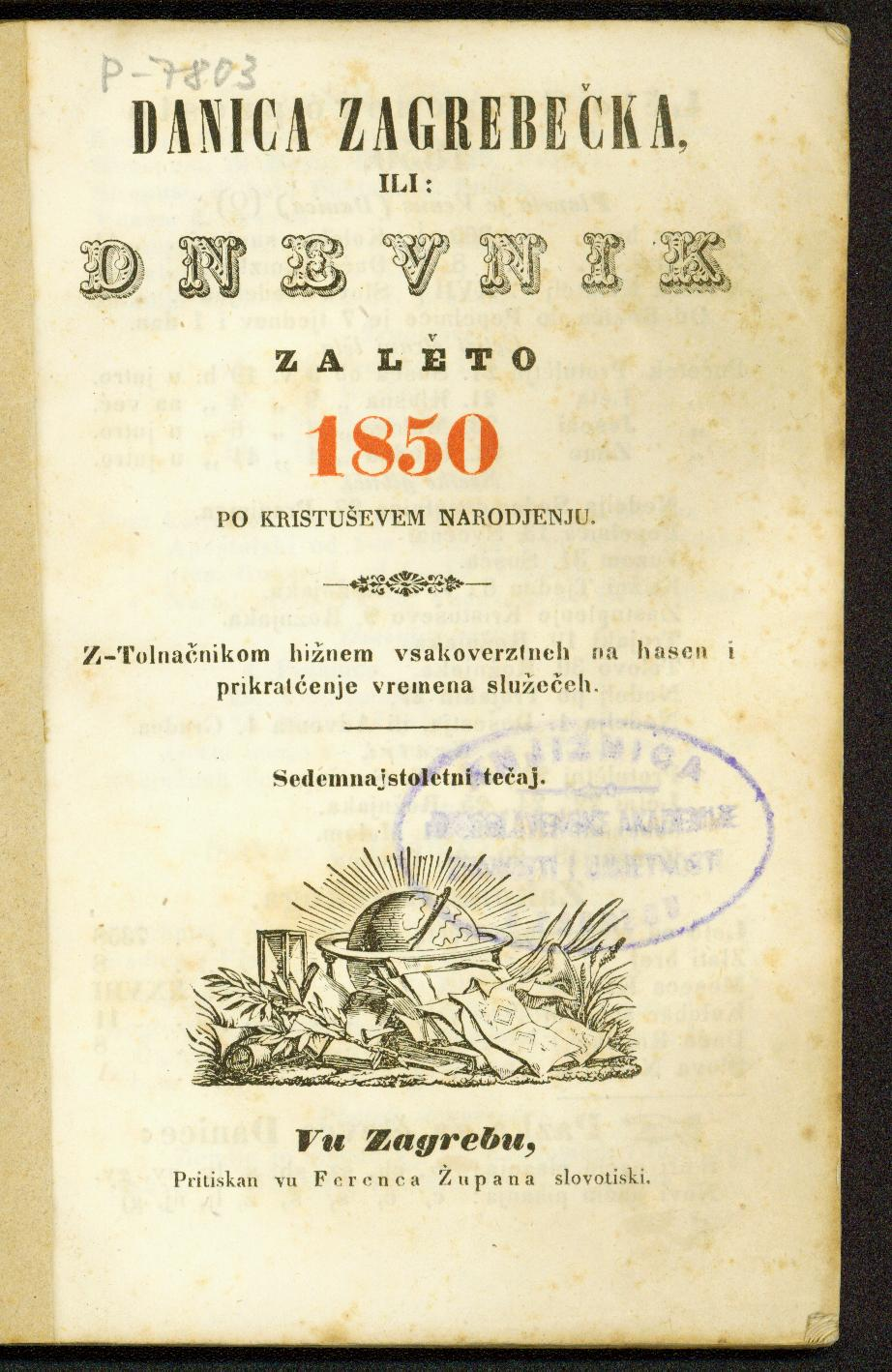
A Danica zagrebečka, egy kaj-horvát kalendárium borítója 1850-ből

A szlovén és a horvát nyelv közötti különbségek kialakulását a nyelvészek attól datálják, mikor a szlovének frank uralom alá kerültek. A Keleti Frank Birodalomból alakult ki aztán a Német-római Birodalom. Horvátországot a 11. század végén kebelezte be Magyarország. A politikai határok kialakulásával a nyelvi határok is élesedtek, de a kaj nyelvjárás területi elhelyezkedésénél fogva továbbra is igen közeli rokona maradt a szlovénnak.
Horvátország fővárosa Zágráb a kaj területen feküdt. Itt volt a horvát bán székhelye és a zágrábi püspökség. A másik, szintén fontos horvát központnak számító Varasd is kaj város volt. Éppen ezért a középkori horvát állam adminisztratív és irodalmi nyelve a kaj volt, egyebek között a költő Zrínyi Miklós testvére, Zrínyi Péter ebben a nyelvjárásban alkotott, de Zrínyiék törekedtek arra, hogy a három horvát nyelvből egységes irodalmi normát alakítsanak. A kaj nyelvjárás legjelentősebb írója, Nikola Krajačević volt, aki számos könyvet írt a 17. században. Kaj nyelvű könyveket használtak a krajnai, stájerországi és magyarországi szlovének is. Utóbbiak szintén alakítottak az úgynevezett közép-szlovén irodalmi nyelvtől független sztenderd nyelvet (lásd: vend nyelv), amelyhez felhasználták a Krajačević írásait. Mivel a magyarországi szlovénok egy része évszázadokig a zágrábi püspök felügyelete alá tartozott, ezért általában mindig kaj nyelvű irodalmat használtak az első vend könyvek megjelenéséig, így ez otthagyta a nyomát a nyelvükben.
A kaj nyelvjárás háttérbe szorulása a délszláv egység megteremtéséért folytatott politikai harcnak köszönhető. A szlovén származású Stanko Vraz, az illír-mozgalom egyik fő alakja már törekedett egy közös délszláv mesterséges nyelv létrehozásán a 19. század első felében. Ljudevit Gaj, a Gaj-ábécé megalkotója, aki kaj volt, de mégis úgy látta, hogy az egység megteremtése érdekében az irodalmi nyelvnek nem a kaj nyelvjáráson kell alapulnia, hanem a szerb nyelvhez sokkal közelebb álló što nyelvjáráson. A Szerb–Horvát–Szlovén Királyság (Jugoszlávia) létrejöttével megindult az egységes nyelv kialakítása a što alapján.
A kaj irodalom utolsó kiemelkedő epizódja is pont erre az időszakra esik, amely Kriztianovich Ignác munkáiban nyilvánul meg.

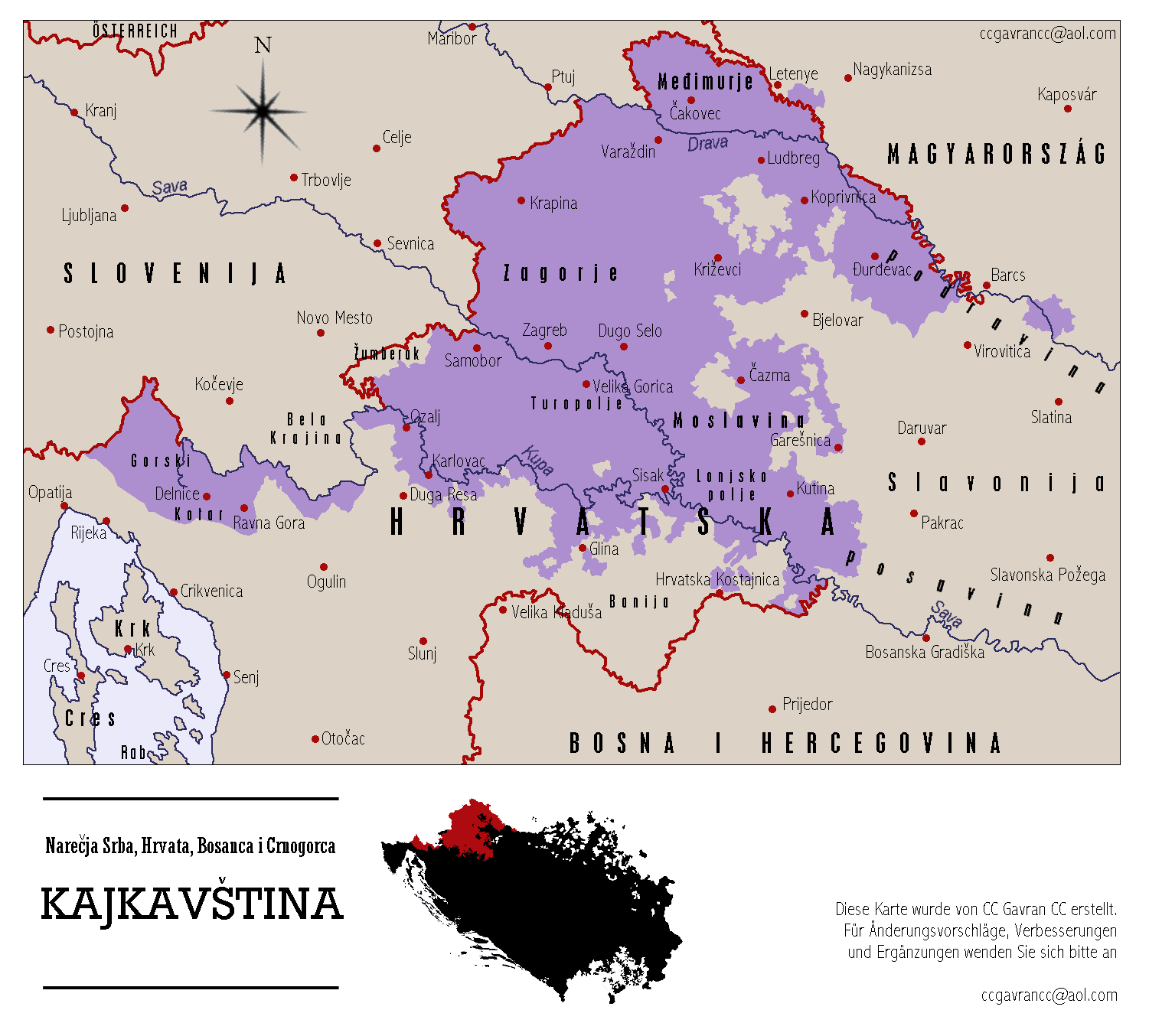
A kaj nyelvjárás elterjedése

Jugoszlávia felbomlása után a horvátok arra törekszenek, hogy visszaállítsák nemzetük egykori sajátos vonásait, amely megkülönböztette őket a többi délszláv néptől. A što hatása csökkenni látszik az irodalmi nyelvben és egyre jobban kezdenek a kaj és a ča nyelvre hangolódni.
Újból kezd kibontakozni a kaj irodalom és a média, még ez a kommunista Jugoszláviában nem volt adott, amely elvei szerint egységesíteni akart minden délszláv népet, ez pedig nem engedhette meg, hogy a nyelvjárásokat használni lehessen.
Napjainkban nagyszámú beszélője a kaj igényelte, hogy lehessen az iskolákban nyelvjárásukon tanítani. Folyik az újbóli sztenderdizációja is a nyelvnek és számos kaj sajtótermék működik. Így Krapinán működik a Kajkavski radio, Varasdon a helyi televíziónak vannak kaj nyelvű adásai, és a zágrábi rádiónak a Sljeme című műsora is kajul szól. Kaj nyelvű újságok jelennek meg Csáktornyán, Varasdon, és Samoborban.
Utóbb az Újszövetség új kaj fordítása is megszületett amelyet közvetlenül a szlovén Bibliából alakítottak ki, tekintettel a közeli hasonlóságra. Kiadására azonban nem került sor, csak az interneten olvasható.
Ennek ellenére sokan borúlátóak a kaj sorsát illetően, legfőképp a nyelvi határ mellett beszélt nyelvjárások jövője miatt aggódnak. Így Franjo Mesarić, a Muraközből származó író és költő, aki szerint náluk a Muraközben sokan kezdik elfelejteni a kaj nyelvet. Indoklásképp felhozta, hogy a régiója még mindig elmaradott és számos szülő a gyermekek felemelkedése érdekében mellőzni akarja a kaj nyelv tanítását. Az óvodákban és iskolákban is kevesek hajlandóak az általános tanterven kívül esetleg mellékesen kajt tanítani.

## A kaj szókészlet
A kaj nyelvjárás szókészletében számos sajátosságot lehet felfedezni, amelyet keleti szláv nyelvekkel hozhatunk összefüggésbe. A gda ('mikor') kifejezést az orosz nyelv például kogda-nak (когда) mondja, a szlovénban kdaj, a vendben gda, kda, míg a sztenderd horvátban kada. Ugyancsak a kak, tak ('hogyan', 'úgy') szavak is azonosak a vend kak, tak szóval, míg a másik két nyelvjárásban (és a szlovénban is) kako, tako formát figyelhetünk meg.
A jövő időnél használt 'leszek', 'leszel', 'lesz' szavakra a što és ča ću, ćeš, će alakokat használja, ezzel szemben ez a kaj bum, buš, bu, amely ismételten két északi rokonával azonosítható. Szlovénban a bom, boš, bo, vendben bom, boš, bou. A vend bou diftongusos alak, amely miatt azonban a legközelebb áll a kaj bu formához.
A kaj a vend nyelvre gyakorolt hatása nem pusztán a szókincsben érhető tetten, mert a vend a -čka, -ška, -ska végződésű főnevek ugyanúgy -čkoj, -škoj, -skoj alakot kapnak (bár ez a többi szerbhorvát nyelvben is így van), azonkívül más ragok is többnyire o-zó kiejtésűek, szemben a szlovénban általában az e dominál.
Főleg a Zágráb környéki nyelvjárásokban figyelhető meg az archaizmus. Az összefüggő kaj területekre Jugoszláviában történt bevándorlás ča és što területekről, s számos más elem is keveredett bele, de a kaj ennek ellenére megőrizte egységét és a bevándorló más nyelvjárást használó elemek rendszerint beolvadnak a kajba.

## Nyelvjárások
A kaj dialektológiáról először orosz és ukrán nyelvészek készítettek monográfiát 1905-ben. 1927-ben Aleksandar Belić a hangok elkülönülése alapján három dialektust különböztetett meg:
1. Ahol a ć betűt tj-nek ejtik, és ahol a ž hang dj-vé válik, ez a keleti kaj (a tj, dj hangok ejtése jellemző a vendre is, elsősorban annak északi dialektusaiban, a Goričkón és a Rába mellett)
2. Az északnyugati kajt, ahol a tj-k és dj-k helyett csak č és j áll, ez áll legközelebb a szlovén nyelvhez, valamint a vend középső és déli dialektusához
3. A délnyugati kaj, ahol a ć és j hang ejtése van a tj és dj helyett
Stjepan Ivšić 1936-ban négy nyelvjáráscsoportot állapított meg akcentusok nyomán. Dalibor Borzović azonban tovább komplikálta az Ivšić- és Belić-féle felosztást hat, ahol kettős nyelvjárásokat állapított meg
1. zagorjei-muraközi, a szlovén és a vend legközelebbi rokonai
2. turopoljei-posaveci
3. križevaci-podravskai, amelyhez nagyon hasonlít a szlovén Podravska dialektusa
4. prigorjei
5. alsó-szutláni
6. gorani
Mijo Lončarić 1996-ban új nyelvjárási felosztást dolgozott ki, ahol is elvetette a Brozović-féle kettős nyelvjárások egy részét, így pl. a muraközit külön dialektusnak vette.
1. plješivicai dialektus Prigorjén
2. samobori
3. felső-szutláni
4. bednjani-zagorjei aminek a nyugat-stájer-szlovén a legközelebbi rokona
5. varasdi-ludbregi
6. muraközi, amelyhez a vend és a keleti-stájer-szlovén áll közel
7. podravskai
8. észak-moslavinai
9. golgoncai-bilogorjei
10. gornja lonjskai
11. donja lonjskai
12. turopoljei
13. vukomeričkei-pokupskói
14. alsó-szutlánszki
15. gorani

Némileg sajátságosnak mondható a muraközi esete, amit a Monarchia és a két világháború között muraközi nyelv-nek, vagy muraközi horvát nyelv-nek mondtak (saját nevén, magyar írásmóddal: megyimurszki jezik). Bár muraköziül születtek könyvek (imakönyvek, tankönyvek, verses könyvek), lényegében azonban irodalma nem közelíti meg azt a szintet, mint mondjuk a szomszéd vend nyelvvé, amely hosszú évszázadokig művelte külön irodalomban saját magát és sok író még ma is művelni akarja. A muraközinek nincs túl nagy differenciáltsága a többi kaj nyelvjárástól sem, de a magyarosító propaganda felhasználta arra hivatkozva, hogy nem áll közel és még csak nem is érti a horvát irodalmi nyelvet, vagy illír nyelvet. Az efféle megnyilvánulásai az erőszakos magyarosításnak akkoriban egyáltalán nem voltak ritkák, de alaposan sosem tudták megindokolni állításaikat. A muraköziből csak azután próbáltak nyelvet csinálni, hogy a magyarosítás elindult és što-horvát irodalmi nyelv kezdte visszaszorítani a kajt. A muraközi nyelv fogalma itt lényegében egyet jelentett azzal, hogy integrálják (magyarosítsák) a muraközi horvátokat a magyarok közé. A magyarosítók ráadásul a muraközi nyelv kiformálásánál még némi túlzásokba is estek.

## Fordítás
- Ez a szócikk részben vagy egészben  a   Kajkavian dialect című angol Wikipédia-szócikk fordításán alapul.  Az eredeti cikk szerkesztőit annak laptörténete sorolja fel. Ez a jelzés csupán a megfogalmazás eredetét és a szerzői jogokat jelzi, nem szolgál a cikkben szereplő információk forrásmegjelöléseként.